# 赵贵
赵贵（？—557年4月2日），字元贵，天水郡南安县（今甘肃省天水市），北魏、西魏、北周官员，西魏八柱国之一。

## 生平功绩
曾祖赵达，为北魏库部尚书、封临晋子。祖父赵仁，举家迁到武川，赵贵少颖悟，有节概，在尔朱荣为别将，因讨伐元颢有功，赐爵燕乐县子，授伏波将军、武贲中郎将。后从贺拔岳平关中，赐爵魏平县伯，逐渐升迁到镇北将军、光禄大夫、都督。
贺拔岳死后投奔宇文泰，被任命为大都督，击破曹泥、梁仚等叛乱，进爵为中山郡公，除雍州刺史。后在于东魏邙山之战中失律溃败，被免除官职，不久复官爵，拜柱国〔大〕将军，赐姓乙弗氏，改封南阳郡公。北周建立后，迁为太傅、大冢宰，进封楚国公。
当时晋国公宇文护独揽朝政。赵贵自以为是开国元勋，功勋卓著，对宇文护有不平之色，他与卫国公独孤信谋划铲除宇文护，事到临头时独孤信取消计划，不久此事被开府宇文盛探知，迅速告到朝廷。赵贵被杀，独孤信被逼令自尽。
赵贵被杀同日，西魏恭帝的弟弟拓跋宁、拓跋儒也去世，西安碑林博物馆的校注者认为系因受牵连被宇文护所害。

## 家庭

### 夫人
- 河南元氏，西魏仪同三司、南武县公元敏之女[2]

### 子女
- 赵永国，又作乙弗永仁（赵永仁），北周武卫大将军、散骑常侍、开府仪同三司、泾州刺史，尚宇文泰女德广公主，与父一同被杀[3]。

### 孙子女
- 赵明，字孝哲，赵永国之子，隋初封昌乐郡公，任金州刺史。平陈之役中为行军总管，迁任通州刺史。开皇九年（589年）十一月十一日卒，年四十四。见出土墓志《隋前上仪同三司通州刺史昌乐公墓志》。
- 乙弗善贞，嫁大都督宇文穆。开皇十九年（599年）二月十二卒，年四十八。见宇文穆墓志《大隋大都督宇文府君之墓志铭》。

## 延伸阅读
[在维基数据编辑]
 《周書·卷16》，出自令狐德棻《周書》
 《北史·卷059》，出自李延壽《北史》